# Вольное-Сырищево
Вольное-Сырищево — деревня в Грязовецком районе Вологодской области.
Входит в состав Комьянского муниципального образования, с точки зрения административно-территориального деления — в Ведерковский сельсовет.
Расстояние до районного центра Грязовца по автодороге — 42 км, до центра муниципального образования Хорошево по прямой — 15 км. Ближайшие населённые пункты — Кашино, Бель, Барское-Сырищево, Нехотово.
По переписи 2002 года население — 4 человека.
В советские годы в деревне существовала начальная школа.